# Mudzaffar Shah II di Kedah
Paduka Sri Sultan Muzzil Shah ibni al-Marhum Sultan Muhammad Shah (... – Kota Sungai Mas, 24 agosto 1280) è stato sultano di Kedah dal 1237 al 1280.
Venne educato privatamente.
Il 29 settembre 1237 lui e la sua gente si sostarono in un insediamento sul fiume Golden. Il 23 ottobre 1237 fu proclamato sultano. Consegnò la città di Bukit Meriam a Dato' Seri Paduka Dewa Anugerah poiché la proteggesse. Diede ordine a Dato 'Lela Putra di prendersi cura di Kuala Perai e dei suoi dintorni.
Durante il suo regno molte persone provenienti da Sumatra, da Giava e dall'India giunsero nel Kedah e aprirono delle loro attività. Ci fu un aumento della popolazione specie nella regione tra il fiume Merbok fino ai piedi del monte Jerai. Nel 1239 aprì una nuova area dal fiume Derap alla Prison Hill, a Kuala Sungai Merbok.
Si sposò ed ebbe due figli.
Morì all'Istana Baginda di Kuala Sungai Merbok 17 agosto 1280 per malattia e fu sepolto nel cimitero reale della stessa città.